# Ljudevit iz Casorie
Sveti Ljudevit iz Casorie (Casoria, 11. ožujka 1814. – Posillipo, 30. ožujka 1885.), talijanski franjevac i svetac Katoličke crkve.

## Životopis
Rodio se 11. ožujka 1814. godine, a na krštenju je dobio ime Arkanđeo Palmentieri. 1. srpnja 1832. je stupio u franjevačku napuljsku provinciju. Kao svećenik predaje mladim franjevcima filozofiju i matematiku. Ljudevit ubrzo utemeljuje Akademiju vjere i znanosti, osniva tiskare, glazbena i misijska društva i drugo. Također je osnovao institucije za gluhe i nijeme. Umro je 30. ožujka 1885. godine te je za njega odmah počeo postupak za proglašenje blaženim. Beatificiran je 18. travnja 1993. godine, a 23. studenog 2014. je proglašen svetim. Spomendan mu se obilježava 30. ožujka